# 马里拉
马里拉（英語：Marilla）是位于美国纽约州伊利县的一个镇，地处伊利县东端、布法罗以东。2010年美国人口普查时，该镇有5327人。马里拉镇于1853年建立，名称源于早期的一位名为马里拉·罗杰斯（Marilla Rogers）的学校教师。